# باتريشيا جونز
باتريشيا جونز (بالإنجليزية: Patricia Jones) (و. 1930 – م) هي عداءة سريعة، من كندا، ولدت في نيو ويستمينيستر، كولومبيا البريطانية، شاركت في ألعاب أولمبية صيفية 1948.

## روابط خارجية
- باتريشيا جونز على موقع اللجنة الأولمبية الدولية (الإنجليزية)
- باتريشيا جونز على موقع أوليمبيديا (الإنجليزية)
- باتريشيا جونز على موقع اللجنة الأولمبية الكندية (الإنجليزية)
- باتريشيا جونز على موقع اتحاد ألعاب الكومنولث (مؤرشف) (الإنجليزية)